# Gonapophyse
Die Gonapophysen oder Valvulae (Valven) sind paarige Anhängsel am 8. und 9. Hinterleibssegment von Insekten. Sie sind ein Teil des Eilegeapparats (Ovipositor) und dienen entsprechend ursprünglich zur Eiablage. Bei vielen Insekten werden die Gonapophysen zudem als Kopulationsapparat oder als Stechapparat eingesetzt.

## Aufbau und Funktion

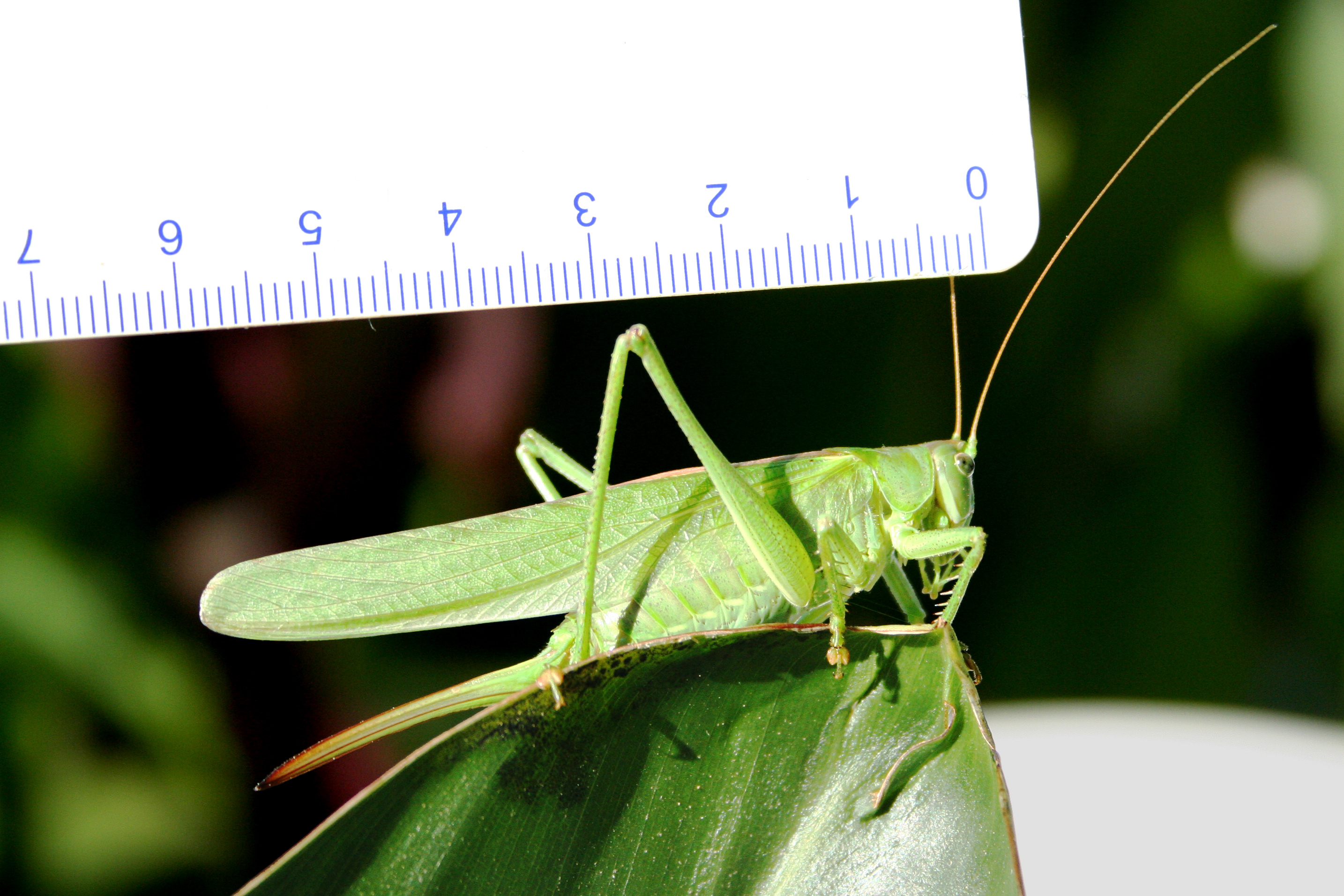
Grünes Heupferd mit deutlich erkennbarem Ovipositor

Der Ovipositor wird als Röhre der paarigen Gonapophysen gebildet, die sich im Bereich der Genitalsegmente (8. und 9. Hinterleibssegment) als Ausbildungen am Vorderrand der Coxopodite der beiden Genitalsegmente (Valvifer) bilden. Sie leiten sich von entsprechenden Bildungen der Felsenspringer ab, die ein einfaches Legerohr bilden. An der Basis des Legerohres befindet sich die Genitalöffnung, aus der die Eier in das Lumen des Rohres gepresst wird.
Höhere Insekten wie die Libellen, Springschrecken, Fransenflügler, Schnabelkerfe und Hautflügler besitzen einen weiterentwickelten Ovipositor (orthopteroider Ovipositor). Hier trägt der zweite Valvifer ein weiteres Gonapophysenpaar, das gemeinsam mit den beiden Ursprungsvalvulae ein Doppelrohr bildet. Dabei sind sowohl die dritten wie auch die zweiten Valvulae über eine Falzleiste in einer entsprechenden Nut der ersten verfalzt, wobei die zweiten Valvulae meistens die mittlere Abgrenzung des oberen vom unteren Halbrohr bilden. Die Basis der Gonapophysen ist mit Muskulatur (Pro- und Retraktor) ausgestattet, die eine Bewegung der Valvulae beider Seiten gegeneinander ermöglicht. Durch die alternierende Bewegung kann ein im Legerohr befindliches Ei zur Spitze des Legerohres befördert werden.

## Umbildungen

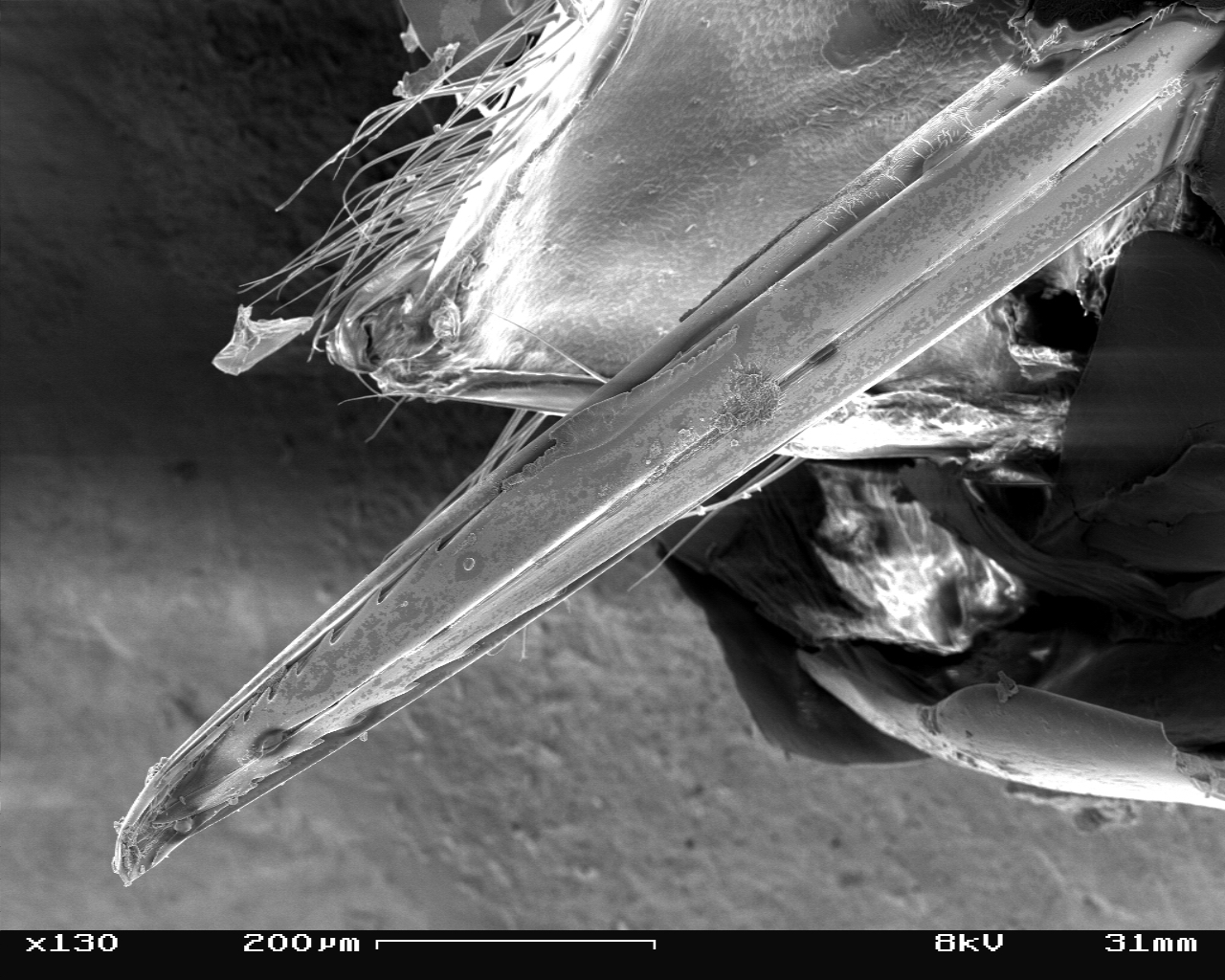
Wespenstachel im Rasterelektronenmikroskop

Bei einigen Vertretern der Hautflügler, vor allem den Bienen und Wespen, ist aus diesem ursprünglichen Legebohrer ein Giftstachel entstanden. Dabei transportiert das Lumen des ursprünglichen Legerohres (Stachel) das Gift aus einer Giftblase.
Bei vielen anderen Teilgruppen kann der Legeapparat verändert sein. Bei einigen Kurzfühlerschrecken sind die Gonapophysen stark zurückgebildet und nicht miteinander verfalzt. Sie sind kurz und hakenförmig, die mittleren Valvulae stark zurückgebildet. Bei den Echten Grillen fehlen die mittleren Valvulae vollständig und das Legerohr wird nur aus den ersten und dritten Valvulae gebildet.

## Belege
1. ↑  Gonapophyse. In: Herder-Lexikon der Biologie. Spektrum Akademischer Verlag, Heidelberg 2003, ISBN 3-8274-0354-5.
2. ↑  gonapophysis. auf: thefreedictionary.com (engl.)
3. 1 2 3  Gerhard Seifert: Entomologisches Praktikum. Georg Thieme Verlag, Stuttgart 1975, ISBN 3-13-455002-4, S. 310–312.